# Kes
Kes   je lik iz Zvjezdanih staza: Voyager. Glumi ju Jennifer Lien. Kes se pridružila posadi Voyagera i postala njihova asistentica u bolnici te botaničarka. Kes je Okampa, vrsta koja živi samo devet godina.

## Djetinjstvo
Kada se Kes rodila, njezina majka Martis je poželjela da Kes jednog dana vidi sunce. Njezin otac umro je nedugo nakon njezinog prvog rođendana.
Kao većina Okampi, Kes je provela rano djetinjstvo duboko unutar planeta. Za razliku od drugih pripadnika svoje vrste, vjerovala je u priče o legendarnim mentalnim moćima Okampa. Inače po prirodi je vrlo radoznala osoba, pa je slušajući priče o životu na površini planeta odlučila pobjeći iz grada nakon očeve smrti 2371. godine. Uspjela je pronaći jednu rupu u zaštitnom polju koje je vrsta Skrbnik postavio da bi zaštitio grad i njegove stanovnike. Nakon što se probila na površinu, zarobili su je pripadnici sekte Kazon-Ogla, koja je na površini osnovala koloniju. Zadržali su ju kao ropkinju i mučili je kako bi saznali prolaz do grada Okampa. Tijekom svog prebivanja kod Ogla, upoznala je Talaksijanca Neelixa. Zaljubili su se jedno u drugo, pa joj je Neelix obećao da će je spasiti. Spasio ju je uz pomoć Voyagera, i oboje su odlučili ostati na brodu.

## Na Voyageru
Prilikom dolaska na Voyager dobrovoljno se javila da napravi hidroponički vrt u skladištu 2, gdje je uzgajala jestivo bilje.
Prema starim legendama Okampe su nekoć posjedovale iznimno razvijene mentalne sposobnosti. Dotične legende navele su Kes da počne istraživati te sposobnosti. Uskroo je doživjela telepatsku viziju uništenja obližnjeg planeta u eksploziji. Doživjela je i temporalnu telepatiju, dok je na planetu istraživala katastrofu. Zatražila je od Tuvoka da joj bude učitelj i voditelj pri istraživanju mentalnih sposobnosti.
Uskoro se počela obučavati za medicinsku sestru kod Doktora, pritom pokazavši izuzetno velik potencijal i želju za učenjem.
Tijekom 2372. godine Voyager je susreo koloniju Okampi i biće Suspiriju, koja je kontrolirala Okampe. Nakon što je napustila Skrbnika, Suspiria je povela sa sobom nekolicinu Okampi, te im je znatno pomogla da razviju svoje mentalne sposobnosti i produlje svoj život. Tanis, jedan od Okampi pomaže Kes da unaprijedi svoje mentalne sposobnosti; tako je Kes naučila korisiti telekinetičke sposobnosti, postižući kontrolu nad svojstvima materije na subatomskom nivou. Kesine moći su toliko brzo narasle, da ih nije mogla više kontrolirati. Nakon što ih je Suspiria napustila, njezine moći su se vratile na normalnu razinu.
2373. Ilarijanac Tieran preuzeo je kontrolu nad Kesinim tijelom. Iako je smatrao da je fizički slaba, otkrio je njezine telekinetičke sposobnosti može korisiti u osobnu korist. Tokom prvih dana u Kesinom tijelu prekinuo je s Neelixom. Nakon povratka na Ilari, Kes se znatno počela boriti za svoje tijelo, što je uzrokovalo naglo i nepredvidivo ponašanje Tierana. Jednom je i uspjela na trenutak zavladati svojim umom i tijelom pomoću Tuvoka, no ne dovoljno dugo da ukloni Tierana. Kasnije posada Voyagera je spasila Kes i Tieran biva ubrzo uništen. Kes je teško prihvatila to iskustvo i sebe je krivila za sve one koje je Tieran ubio koristeći se njezinim tijelom.
Zahvaljujući iskustvu s Tieranom, Kes je počela preispitivati svoju zadaću na Voyageru. Također je odlučila ne obnoviti svoju vezu s Neelixom i započeti nove. Prvi s kojim je pokušala bio je Mikalski putnik Zahir. Tijekom boravka posade Voyagera u jednoj mikalskoj koloniji, zaljubila se u Zahira i ozbiljno razmišljala o tome da ostane i zajedno s njim istražuje svemir. No ipak je odlučila ostati na Voyageru.
Tijekom 2374. godine, Voyager ušao u borgovsko područje. U tome prostoru susreo se s vrstom poznatom pod borgovskom oznakom Vrsta 8472. Kao rezultat telepatskih sposobnosti Vrste 8472, Kes je počela primati vizije iz budućnosti, i kasnije je mogla komunicirati s Vrstom 8472. Komunikacija je prestala kada se Vrsta 8472 vratila u fluidni svemir. Kontakt s Vrstom 8472 doveo je do korjenitih promjena u njenom organizmu, na način da su se njene mentalne sposobnosti počele rapidno razvijati, do točke kada je postalo jasno da nije u mogućnosti da ih kontrolira. Ubrzo se počela destabilizirati na subatomskoj razini što je uzrokovalo veliku štetu na Voyageru. Kapetanica je prihvatila njenu odluku o odlasku i dala joj jedan šatl, gdje se preobrazila u viši oblik života, postavši beztjelesno biće. Nekoliko trenutaka nakon preobrazbe, Kes je ubrzala Voyager te ga odbacila 9.500 svjetlosnih godina bliže Alfa kvadrantu i skratila im put za 10 godina.
2376. Voyager je primio poziv u pomoć od malog broda u kojem se nalazila Kes. Vratila se s namjerom da se osveti Voyageru i kapetanici Janeway koja ju je ohrabrila da kada krene u istraživanje svemira i svojih mentalnih sposobnosti. Kada je došla na Voyager, isključila je warp jezgru. Na taj je način željela spriječiti svoju transformaciju u viši oblik života. Hologram koji je snimila prije nego što je otišla s Voyagera, se aktivirao i podsjetio ju da je sama kriva za svoju mržnju. Janeway joj je ponudila da ostane na Voyageru, ali je ona odbila i odlučila se vratiti na svoj rodni planet.

## Vanjske poveznice
- Memory Alpha - Kes  Arhivirana inačica izvorne stranice od 15. lipnja 2010. (Wayback Machine)
- Star Trek - Kes  Arhivirana inačica izvorne stranice od 21. lipnja 2010. (Wayback Machine)